# Carbamoil fosfato sintetasa III
La carbamoil fosfato sintetasa III (CPS III) es una de las tres isoformas de la carbamoil fosfato sintetasa, una enzima que cataliza la producción activa de carbamoil fosfato en muchos organismos.
La CPS III (EC 6.3.5.5.) es una ligasa (3.) que forma enlaces carbono-nitrógeno (6.3.) con la glutamina como amido-N-donante (6.3.5.) (véase BRENDA).

## Contexto
Muchos organismos acuáticos, entre ellos la mayoría de las especies de peces, son amoniotélicos, lo que significa que producen amoníaco como residuo metabólico, que generalmente excretan por difusión a través de sus branquias. Al igual que los vertebrados terrestres, algunas especies de peces también incluyen de forma significativa la urea como residuo metabólico. Este fenómeno afecta a las fases larvarias, ya que carecen de branquias por las que excretar el amoníaco, pero también a la fase adulta en algunas especies. En función de la proporción de residuos metabólicos representados por la urea, estas especies son parcial o totalmente ureotélicas.
Las especies ureotélicas producen urea a través del ciclo ornitina-urea (OUC), en el que la CPS desempeña un papel importante. La carbamoil fosfato sintetasa I es utilizada sobre todo por vertebrados terrestres, y parece que algunas especies acuáticas dependen de la CPS III para ocuparse de la producción de urea. Existen varias ventajas potenciales en la excreción de urea en lugar de amoníaco para las especies que viven en entornos específicos. Por ejemplo, permite una mejor capacidad de difusión que el amoníaco en aguas alcalinas, y disminuye la pérdida de agua, lo que puede ser crucial para especies que pasan largos periodos fuera del agua, como las especies de peces pulmonados. La CPS III se ha descrito en cíclidos del género Alcolapia, peces pulmonados, el pez sapo del golfo Opsanus beta, la trucha arco iris Oncorhyncus mykiss, el fletán del Atlántico Hippoglossus hippoglossus, la lubina Micropterus salmoides, la carpa común Cyprinus carpio, y en elasmobranquios como la mielga Squalus acanthia por ejemplo. Así pues, esta enzima parece estar distribuida entre los peces que presentan diferentes grados de ureotropía. 

## Vía de reacción

### Ciclo de la ornitina-urea
La CPS III es una precursora del ciclo ornitina-urea (OUC). Esta vía se produce en organismos que no excretan directamente amoníaco como residuo catabólico. La función principal del OUC es convertir los residuos de nitrógeno altamente tóxicos (NH3) en urea, que presenta menos toxicidad. Este ciclo incluye cinco reacciones bioquímicas, las dos primeras de las cuales se producen en la matriz mitocondrial y las otras tres en el citosol. En los peces, el ciclo de la urea sólo se encuentra en unos pocos teleósteos, en su mayoría especies que viven en ambientes muy específicos como el agua alcalina, y en los elasmobranquios.
La CPS III se encuentra en las mitocondrias de algunos elasmobranquios y en algunos tejidos hepáticos y/o extrahepáticos de teleósteos. Interviene en la primera reacción del ciclo de la OUC, que es crucial ya que limita el resto del ciclo. La CPS III desempeña así un papel importante en la regulación de la cantidad de amoníaco en la célula, iniciando su conversión en urea para su excreción y manteniendo al mismo tiempo una concentración mínima para mantener la síntesis de aminoácidos. 

### Síntesis del carbamoil fosfato
La reacción catalizada por la CPS III es:
2 ATP + L-glutamina + HCO3- + H20 → 2 ADP + Pi + L-glutamato + carbamoil fosfato.
Esta reacción ocurre en la matriz mitocondrial e incluye 4 pasos:          
1. El bicarbonato (HCO3-) se fosforila utilizando un ATP, generando carboxifosfato (CHO6P2-).
2. La glutamina (C5H10N2O3) se hidroliza en glutamato (C5H9NO4) y amoniaco (NH3). 1. y 2. se producen simultáneamente.
3. Sustitución nucleofílica del amoníaco en el carboxifosfato (sustituyendo el grupo -OH por un grupo -NH2) generando el producto intermedio carbamato (CH2NO2-).
4. Sustitución nucleófila del carbamato sobre un segundo ATP, generando el producto carbamoil fosfato (CH2NO5P2-).

La CPS III, al igual que la CPS I, muestra una dependencia del N-acetilglutamato, lo que significa que este efector alostérico es necesario para realizar la catálisis.

## Evolución y relación con la CPS I y la CPS II
La CPS III está más próxima a la CPS I que a la CPS II. Estas dos enzimas funcionan de la misma manera y utilizan el mismo efector alostérico. La diferencia entre ellas es que la CPS III utiliza glutamina como sustrato mientras que la CPS I utiliza amoníaco.
Se cree que estas enzimas evolucionaron una a partir de la otra. Una hipótesis es que la CPS II apareció primero tras la fusión de genes que codificaban una glutaminasa y una sintetasa dependiente de amoníaco. La CPS III sería entonces el resultado de la duplicación de la secuencia de la glutaminasa, creando un segundo sitio de unión de la glutamina que evolucionó hasta convertirse en el sitio alostérico del N-acetilglutamato. El último tipo, la CPS I sería el último en aparecer tras evolucionar en el uso de amoníaco como sustrato en lugar de glutamina.